# Nude (bài hát)
"Nude" là một bài hát của ban nhạc rock người Anh Radiohead, là track thứ ba trong album thứ thứ bảy của họ, In Rainbows (2007). Bài hát được phát hành làm đĩa đơn thứ hai từ In Rainbows ngày 31 tháng 3 năm 2008. "Nude" được sáng tác năm 1997, và ban nhạc bắt đầu biểu diễn bài hát không lâu sau đó. Tuy nhiên, bản thu chính thức không xuất hiện trong bất cứ album nào của Radiohead cho tới tận 10 năm sau. Tháng 4, 2008 "Nude" trở thành đĩa đơn thành công nhất của họ trên Billboard Hot 100, chỉ sau "Creep" (1993).

## Thành tích bảng xếp hạng
"Nude" vược qua đĩa đơn trước "Jigsaw Falling into Place" đạt vị trí 21 trên UK Singles Chart. Bài hát leo đến số 37 trên Billboard Hot 100, trở thành top 40 hit thứ hai của ban nhạc sau "Creep" (đạt vị trí 34). "Nude" là bài hát đầu tiên của Radiohead xuất hiện trên bảng xếp hạng Pop 100.

## Bảng xếp hạng
| BXH (2008)                       | Vị trí cao nhất |
| -------------------------------- | --------------- |
| Italian Singles Chart            | 2               |
| Norwegian Singles Chart          | 4               |
| Finland Singlies Chart           | 7               |
| Canadian Hot 100                 | 8               |
| Dutch Singles Chart              | 8               |
| Danish Singles Chart             | 11              |
| Belgium Singles Chart (Flanders) | 12              |
| Belgium Singles Chart (Wallonia) | 16              |
| Ireland Singles Chart            | 18              |
| UK Indie Chart                   | 1               |
| UK Singles Chart                 | 21              |
| New Zealand Singles Chart        | 23              |
| Swedish Singles Chart            | 25              |
| European Hot 100                 | 30              |
| U.S Billboard Pop 100            | 35              |
| U.S Billboard Hot 100            | 37              |
| U.S Billboard Hot Digital Songs  | 14              |
| Austrian Singles Chart           | 52              |
| French Singles Chart             | 76              |
| European Hot 100                 | 30              |

## Danh sách bài hát
7"
1. "Nude"
2. "4 Minute Warning"[1]

CD
1. "Nude" - 4:17
2. "Down Is the New Up"[1] - 5:00
3. "4 Minute Warning" - 4:05

## Thành phần tham gia
- Thom Yorke - hát chính
- Colin Greenwood - bass
- Jonny Greenwood - guitar, ondes Martenot, string arrangement
- Ed O'Brien - guitar, hát phụ
- Phil Selway - trống